# Henri Anspach
Henri Lucien Ernest Eugène Anspach (ur. 10 lipca 1882 w Brukseli, zm. 29 marca 1979 w Górnej Garonnie) – belgijski malarz i szermierz pochodzenia żydowskiego, złoty medalista olimpijski.

## Kariera
Henri Anspach był artystą, ale też szermierzem. Studiował w Królewskiej Akademii Sztuk Pięknych w Liège. Był uczniem Léona Frédérica. W 1910 r. brał udział w Wystawie Światowej w Brukseli, następnie przeniósł się do Paryża, gdzie wystawiał w Salon des Artistes Français (1913), a następnie w Salon d'Automne (1920).
W 1912 r. brał udział w igrzyskach olimpijskich w Sztokholmie jako reprezentant Belgii. Zdobył złoty medal w szpadzie drużynowej razem z Paulem Anspachem (który był jego kuzynem), Victorem Willemsem, Robertem Hennetem, Jakiem Ochsem i Gastonem Salmonem.
W 1918 r. osiadł w Górnej Garonnie, kilkakrotnie wystawiał w Salon des Indépendants w Paryżu oraz w Salon d'Automne w 1928 r.. Był ranny w czasie I wojny światowej. Podczas II wojny światowej był członkiem francuskiego ruch oporu.